# Вольная борьба на летних Олимпийских играх 1964 — до 87 кг
Соревнования по вольной борьбе в рамках Олимпийских игр 1964 года в среднем весе (до 87 килограммов) прошли в Токио с 11 по 14 октября 1964 года в «Komazawa Gymnasium».
Турнир проводился по системе с начислением штрафных баллов. За чистую победу штрафные баллы не начислялись, за победу по очкам борец получал один штрафной балл, за ничью два штрафных балла, за поражение по очкам три штрафных балла, за чистое поражение — четыре штрафных балла. Борец, набравший шесть штрафных баллов, из турнира выбывал. Трое оставшихся борцов выходили в финал, где проводили встречи между собой. Встречи между финалистами, состоявшиеся в предварительных схватках, шли в зачёт. Схватка по регламенту турнира продолжалась 10 минут с перерывом в одну минуту после пяти минут борьбы. Была отменена обязательная борьба в партере; теперь в партер ставили менее активного борца.
В среднем весе боролись 16 участников. Самым молодым участником был 19-летний Альфонсо Гонзалес, самым возрастным 31-летний Кан Ду Манг. В категории было достаточно претендентов на золотую медаль. Ими были чемпион мира 1963 года Продан Гарджев, чемпион мира 1961 и 1962 годов Мансур Мехдизаде, действующий олимпийский чемпион Хасан Гюнгёр. В финал вышли Гарджев и Гюнгёр; все остальные выбыли из турнира. Бронзовую медаль получил выбывший в пятом круге Дэн Брэнд по результатам взвешивания с также выбывшим Мехдизаде (встреча между ними закончилась вничью). Также вничью закончилась и финальная встреча, и поскольку Гарджев был немного легче Гюнгёра, он и получил золотую медаль.  

## Призовые места
- Продан Гарджев (BUL)
- Хасан Гюнгёр (TUR)
- Дэн Брэнд (USA)

## Первый круг
| Штрафных баллов | Участник 1                | Результат   | Участник 2              | Штрафных баллов |
| --------------- | ------------------------- | ----------- | ----------------------- | --------------- |
| 1               | Тацуо Сасаки (JPN)        | По очкам    | Гюнтер Баух (EUA)       | 3               |
| 1               | Мансур Мехдизаде (IRI)    | По очкам    | Геза Холлоши (HUN)      | 3               |
| 0               | Мухаммад Фаиз (PAK)       | Туше (1:23) | Альфонсо Гонзалес (PAN) | 4               |
| 0               | Хасан Гюнгёр (TUR)        | Туше (9:32) | Кан Ду Ман (KOR)        | 4               |
| 0               | Рудольф Кобельт (SUI)     | Туше (0:41) | Джит Сингх (IND)        | 4               |
| 2               | Шота Ломидзе (URS)        | Ничья       | Продан Гарджев (BUL)    | 2               |
| 0               | Дэн Брэнд (USA)           | Туше (6:07) | Теунис ван Вик (ZAM)    | 4               |
| 1               | Хорлоогийн Баянмунх (MGL) | По очкам    | Фернандо Гарсия (PHI)   | 3               |

## Второй круг
| Штрафных баллов | Участник 1           | Результат   | Участник 2                | Штрафных баллов |
| --------------- | -------------------- | ----------- | ------------------------- | --------------- |
| 4               | Гюнтер Баух (EUA)    | По очкам    | Фернандо Гарсия (PHI)     | 6               |
| 1               | Тацуо Сасаки (JPN)   | Туше (3:39) | Хорлоогийн Баянмунх (MGL) | 5               |
| 3               | Геза Холлоши (HUN)   | Туше (4:40) | Теунис ван Вик (ZAM)      | 8               |
| 2               | Дэн Брэнд (USA)      | Ничья       | Мансур Мехдизаде (IRI)    | 3               |
| 0               | Хасан Гюнгёр (TUR)   | Туше (4:57) | Альфонсо Гонзалес (PAN)   | 8               |
| 2               | Мухаммад Фаиз (PAK)  | Ничья       | Кан Ду Ман (KOR)          | 6               |
| 3               | Шота Ломидзе (URS)   | По очкам    | Рудольф Кобельт (SUI)     | 3               |
| 2               | Продан Гарджев (BUL) | Туше (5:54) | Джит Сингх (IND)          | 8               |

## Третий круг
| Штрафных баллов | Участник 1             | Результат | Участник 2                | Штрафных баллов |
| --------------- | ---------------------- | --------- | ------------------------- | --------------- |
| 5               | Гюнтер Баух (EUA)      | По очкам  | Хорлоогийн Баянмунх (MGL) | 8               |
| 3               | Дэн Брэнд (USA)        | По очкам  | Тацуо Сасаки (JPN)        | 4               |
| 4               | Геза Холлоши (HUN)     | По очкам  | Мухаммад Фаиз (PAK)       | 5               |
| 4               | Мансур Мехдизаде (IRI) | По очкам  | Рудольф Кобельт (SUI)     | 6               |
| 1               | Хасан Гюнгёр (TUR)     | По очкам  | Шота Ломидзе (URS)        | 6               |
| 2               | Продан Гарджев (BUL)   | Пропускал |                           |                 |

## Четвёртый круг
| Штрафных баллов | Участник 1             | Результат   | Участник 2          | Штрафных баллов |
| --------------- | ---------------------- | ----------- | ------------------- | --------------- |
| 2               | Продан Гарджев (BUL)   | Туше (2:17) | Гюнтер Баух (EUA)   | 9               |
| 6               | Тацуо Сасаки (JPN)     | Ничья       | Геза Холлоши (HUN)  | 8               |
| 3               | Дэн Брэнд (USA)        | Туше (5:06) | Мухаммад Фаиз (PAK) | 9               |
| 5               | Мансур Мехдизаде (IRI) | По очкам    | Хасан Гюнгёр (TUR)  | 4               |

## Пятый круг
| Штрафных баллов | Участник 1             | Результат | Участник 2           | Штрафных баллов |
| --------------- | ---------------------- | --------- | -------------------- | --------------- |
| 6               | Мансур Мехдизаде (IRI) | По очкам  | Продан Гарджев (BUL) | 5               |
| 5               | Хасан Гюнгёр (TUR)     | По очкам  | Дэн Брэнд (USA)      | 6               |

## Финал

### Встреча 1
| Штрафных баллов | Участник 1         | Результат | Участник 2           | Штрафных баллов |
| --------------- | ------------------ | --------- | -------------------- | --------------- |
|                 | Хасан Гюнгёр (TUR) | Ничья     | Продан Гарджев (BUL) |                 |